# Powerhouse Hobbs
Will Hobson é um lutador profissional americano, atualmente contratado pela All Elite Wrestling (AEW) sob o nome de Will Hobbs. Ele também é conhecido por seu trabalho na cena independente, principalmente por All Pro Wrestling (APW) e Championship Wrestling From Hollywood (CWFH).
Em 6 de dezembro de 2015, Hobbs ganhou o UWN Tag Team Championship no CWFH com Damien Grundy sob o nome de "Cold Cold War".

## Carreira na luta profissional

### Circuito independente (2009-2020)
Hobbs fez sua estreia no wrestling profissional em 18 de julho de 2009, no Gym Wars da All Pro Wrestling (APW), sob o nome de Will Rood, onde não teve sucesso ao vencer o Royal Rumble para determinar o candidato nº 1 para a APW Worldwide Internet Championship.   Durante seu tempo na APW, Hobbs robteve o Campeonato Mundial de Internet três vezes e venceu o APW Tag Team Championship três vezes com Marcus Lewis, sob o nome de "Lion Power".

### All Elite Wrestling (2020-presente)
Em julho de 2020, Hobbs começou a trabalhar para All Elite Wrestling (AEW), lutando no programa do YouTube Dark, perdendo contra diferentes oponentes. Em 5 de setembro, Hobbs competiu no Casino Battle Royale com 21 jogadores no pay-per-view All Out, que foi vencido por Lance Archer. Seu desempenho na luta impressionou Tony Khan, e em 16 de setembro, foi anunciado que Hobbs havia assinado com AEW. No episódio de 16 de setembro de Dynamite, Hobbs salvou o campeão mundial AEW Jon Moxley de um ataque de Brian Cage e Ricky Starks. Hobbs enfrentou Cage sem sucesso pelo Campeonato FTW no episódio de 7 de outubro de Dynamite.

## Campeonatos e conquistas
- All Pro Wrestling
  - APW Tag Team Championship (3 vezes) - com Marcus Lewis
  - APW Worldwide Internet Championship (3 vezes) [5]
- Wrestling de campeonato de Hollywood
  - UWN Tag Team Championship (1 vez) - com Damien Grundy
- Gold Rush Pro Wrestling
  - GRPW Dynamite Division Championship (1 vez)
  - GRPW Dynamite Division Championship Tournament (2013) [14]
- Pro Championship Wrestling
  - PCW Tag Team Championship (1 vez) - com Mitch Valentine

## Ligações Externas
- Powerhouse Hobbs no Cagematch.net, Wrestlingdata.com, Internet Wrestling Database